# Patrick Moraz
Patrick Philippe Moraz (Morges, 24 de junho de 1948) é um tecladista suíço, treinado classicamente no piano, ex-integrante das bandas Mainhorse (1969–1972), Refugee (1973–1974), Yes (1974–1976),  Vímana (1977–1978) e Moody Blues (1978–1991).
Atualmente está em carreira solo e seus últimos trabalhos são voltados para o piano. Seu último CD se chama ESP e foi lançado em 2003.

Moraz nasceu em 24 de junho de 1948 em Morges, Suíça em uma família musical. Seu pai costumava trabalhar para o pianista e compositor polonês Ignacy Jan Paderewski.